# Australe Mensa
L'Australe Mensa è una struttura geologica della superficie di Marte.